# ویو پارک ویندسور هیلز (کالیفرنیا)
ویو پارک ویندسور هیلز (به انگلیسی: View Park–Windsor Hills) یک منطقهٔ مسکونی در ایالات متحده آمریکا است که در شهرستان لس‌آنجلس، کالیفرنیا واقع شده‌است. ویو پارک ویندسور هیلز ۴٫۷۷۱ کیلومتر مربع مساحت و ۱۱٬۰۷۵ نفر جمعیت دارد.